# Castelfidardo
Castelfidardo é uma comuna italiana da região das Marcas, província de Ancona, com cerca de 16 894 habitantes. É mundialmente conhecida por suas fábricas de acordeões como por exemplo a Paolo Soprani.

## Geografia
Localiza-se a 212 m nmm e a menos de 10 km do Mar Adriático e 15 km de Ancona. Estende-se por uma área de 32 km², tendo uma densidade populacional de 528 hab/km². Faz fronteira com Camerano, Loreto, Numana, Osimo, Porto Recanati (MC), Recanati (MC), Sirolo.

## Demografia
| Variação demográfica do município entre 1861 e 2011                               |
|                                                                                   |
| Fonte: Istituto Nazionale di Statistica (ISTAT) - Elaboração gráfica da Wikipedia |

## Empresas
- Scandalli[4]